# Doroteia da Dinamarca
Doroteia da Dinamarca (Kolding, 29 de junho de 1546 – Winsen, 6 de janeiro de 1617), foi uma duquesa de Brunsvique-Luneburgo pelo seu casamento com o duque Guilherme. Foi também regente do seu filho Jorge entre 1592 e 1592.

## Família
Doroteia era a filha mais nova do rei Cristiano III da Dinamarca e da duquesa Doroteia de Saxe-Lauemburgo. Entre os seus irmãos estavam o rei Frederico II da Dinamarca e o rei Magno da Livónia. Os seus avós paternos eram o rei Frederico I da Dinamarca e a marquesa Ana de Brandemburgo. Os seus avós maternos eram o duque Magno I de Saxe-Lauemburgo e a duquesa Catarina de Brunswick-Wolfenbüttel.

## Vida
Doroteia casou-se com o duque Guilherme de Brunsvique-Luneburgo no dia 12 de outubro de 1561.
Devido ao facto de o seu marido sofrer de períodos de insanidade a partir de 1582, Doroteia viu-se forçada a deixá-lo e a ficar num lugar seguro. Quando o seu marido morreu em 1592, tornou-se regente do seu filho Jorge, no entanto, nunca confiou nos conselheiros de estado que tinham gerido mal as terras do marido durante o seu período de insanidade. Ficou conhecida como uma regente capaz e energética.
Morreu em Winsen, na Alemanha aos setenta anos de idade.

## Descendência
1. Sofia de Brunsvique-Luneburgo (30 de Outubro de 1563 – 14 de Janeiro de 1639), casada com o marquês Jorge Frederico de Brandemburgo-Ansbach; sem descendência.
2. Ernesto II de Brunsvique-Luneburgo (31 de Dezembro de 1564 – 2 de Março de 1611), duque de Brunsvique-Luneburgo entre 1592 e 1601; sem descendência.
3. Isabel de Brunsvique-Luneburgo (19 de Outubro de 1565 – 17 de Julho de 1621), casada com o conde Frederico de Hohenlohe-Langenburg; sem descendência.
4. Cristiano de Brunsvique-Luneburgo (19 de Novembro de 1566 – 8 de Novembro de 1633), duque de Brunsvique-Luneburgo entre 1611 e 1633; sem descendência.
5. Augusto I de Brunsvique-Luneburgo (18 de Novembro de 1568 – 1 de Outubro de 1636), duque de Brunsvique-Luneburgo entre 1633 e 1636; com descendência ilegítima.
6. Doroteia de Brunsvique-Luneburgo (1 de Janeiro de 1570 – 15 de Agosto de 1649), casada com o conde Carlos de Zweibrücken-Birkenfeld; com descendência.
7. Clara de Brunsvique-Luneburgo (16 de Janeiro de 1571 – 18 de Julho de 1658), casada com o conde Guilherme de Schwarzburg-Blankenburg; sem descendência.
8. Ana Úrsula de Brunsvique-Luneburgo (22 de Março de 1572 - 5 de Fevereiro de 1601), morreu aos vinte e oito anos de idade; sem descendência.
9. Margarida de Brunsvique-Luneburgo (6 de Abril de 1573 - 7 de Agosto de 1643), casada com o duque João Casimiro de Saxe-Coburgo; sem descendência.
10. Frederico IV de Brunsvique-Luneburgo (28 de Agosto de 1574 - 10 de Dezembro de 1648), duque de Brunsvique-Luneburgo de 1636 a 1648; sem descendência.
11. Maria de Brunsvique-Luneburgo (21 de Outubro de 1575 - 8 de Agosto de 1610), morreu aos trinta e quatro anos de idade; sem descendência.
12. Magno de Brunsvique-Luneburgo (30 de Agosto de 1577 - 10 de Fevereiro de 1632), solteiro e sem descendência.
13. Jorge de Brunsvique-Luneburgo (17 de Fevereiro de 1582 - 12 de Abril de 1641), príncipe de Calenberg de 1635 a 1641, casado com a condessa Ana Leonor de Hesse-Darmstadt; com descendência.
14. João de Brunsvique-Luneburgo (23 de Junho de 1583 - 27 de Novembro de 1628), bispo de Minden; sem descendência.
15. Sibila de Brunsvique-Luneburgo (3 de Junho de 1584 - 5 de Agosto de 1652), casada com o duque Julio Ernesto de Brunsvique-Luneburgo; com descendência.